# Павлівка Друга (Барвінківський район)
Павлівка Друга — колишнє село у Новомиколаївській сільській раді Барвінківського району Харківської області.
Рішенням виконавчого комітету Харківської обласної Ради від 17 листопада 1986 року село Павлівка Друга знято з обліку.